# Ферфилд (Северна Каролина)
Ферфилд (енгл. Fairfield) насељено је место без административног статуса у америчкој савезној држави Северна Каролина.

## Демографија
По попису из 2010. године број становника је 258.
| Група             | 2000.    | 2010.       |
| Белци             | 0 (0,0%) | 146 (56,6%) |
| Афроамериканци    | 0 (0,0%) | 112 (43,4%) |
| Азијати           | 0 (0,0%) | 0 (0,0%)    |
| Хиспаноамериканци | 0 (0,0%) | 0 (0,0%)    |
| Укупно            | 0        | 258         |